# Lac La Chesnaye
Lac La Chesnaye är en sjö i Kanada.   Den ligger i regionen Côte-Nord och provinsen Québec, i den östra delen av landet, 700 km nordost om huvudstaden Ottawa. Lac La Chesnaye ligger 62 meter över havet. Arean är 5,2 kvadratkilometer. Den sträcker sig 4,9 kilometer i nord-sydlig riktning, och 4,1 kilometer i öst-västlig riktning.
I omgivningarna runt Lac La Chesnaye växer i huvudsak barrskog. Runt Lac La Chesnaye är det ganska tätbefolkat, med 60 invånare per kvadratkilometer.